# 436 Patricia
Patricia (asteroide 436) é um asteroide da cintura principal com um diâmetro de 59,53 quilómetros, a 3,0040789 UA. Possui uma excentricidade de 0,0619588 e um período orbital de 2 093,29 dias (5,73 anos).
Patricia tem uma velocidade orbital média de 16,64362928 km/s e uma inclinação de 18,47953º.
Esse asteroide foi descoberto em 13 de Setembro de 1898 por Max Wolf, Arnold Schwassmann.